# 艾克索·保羅森
艾克索·保羅森（挪威語：Axel Paulsen，1855年7月18日—1938年2月9日），挪威的花样滑冰與速度滑冰運動員。他發明了被稱為艾克索跳的花樣溜冰舞步，並藉著該舞步在1882年至1890年間獲得競速滑冰賽冠軍。1976年，他被選入世界花样滑冰名人堂。

## 小傳

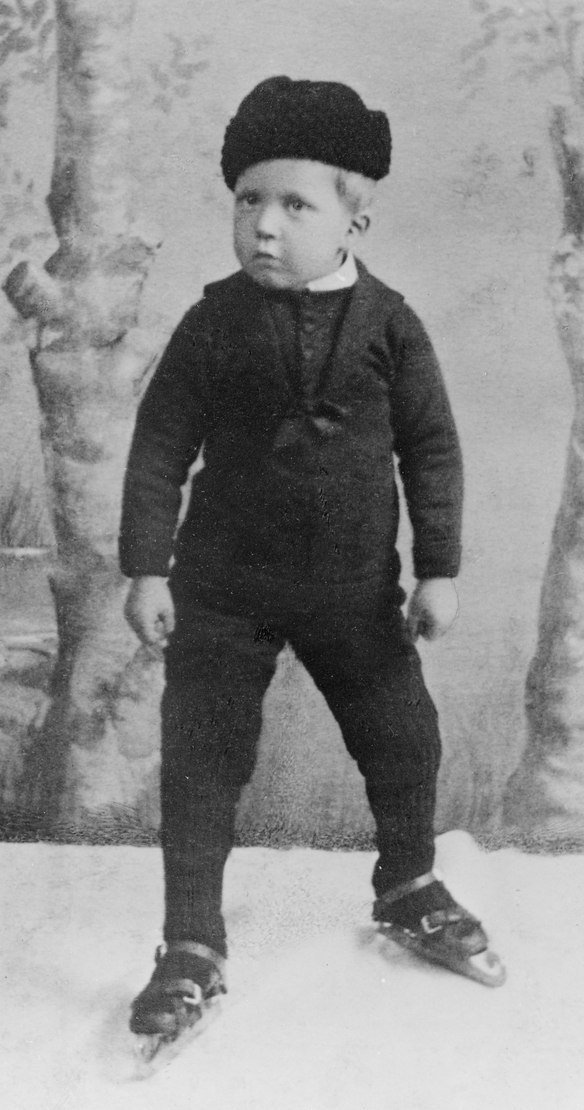
1860年的艾克索

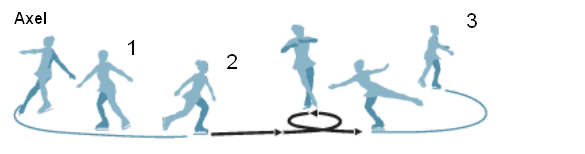
艾克索跳

艾克索生于克里斯蒂安尼亚（今奥斯陆）附近的阿克爾，父親是商人與奧斯陸的咖啡廳老闆约翰·彼得·保羅森（Johan Peter Paulsen、1820-1887）、母親為哈金·奥尔森（Haagine Olsen、1822-1918）。在奥斯陆长大的他，从小就开始练习滑冰，並在1870年參加了競速滑冰與樣滑冰大賽。 1882年，他在维也纳举行的世界競速滑冰錦標賽中，赢得花样滑冰冠军；并藉著其發明的新跳躍動作，获得了额外奖励。後來這個動作便以他為名，命為「艾克索跳」。當時他是穿着競速滑冰鞋完成这個動作。1883年冬天，他前往北美参加一連串滑冰大賽。1883年2月8日，纽约布鲁克林区华盛顿公园的露天溜冰场举行了一场比赛。他在比賽击败了来自挪威、加拿大、英国和美国等國的17位好手，并刷新以下紀錄：
- 1英里：3分34.5秒
- 5英里：19分10秒
- 10英里：39分7.5秒

1885 年初，艾克索在汉堡的速度滑冰和花样滑冰比赛中同时获胜，并于1885年2月26日在Frognerkilen举行的1885年弗羅格納基倫速度滑冰賽中，和另一位速度滑冰選手Renke van der Zee进行了三英里比赛。比赛吸引了20,000至30,000名觀眾，奖金为1,800挪威克朗。艾克索最後以一分鐘多的優勢擊敗了Zee。
自1882年到1890年，艾克索一直是世界速度滑冰冠军头衔，直到1890年2月1日， 他在明尼蘇達州明尼阿波利斯举行的三场比赛中输给了休·J·麦考密克。除了发明艾克索跳以外，他还发明了第一双在靴子放上金属冰刀的现代速度滑冰鞋。他在父亲去世后，接管了父亲的咖啡店，并与哥哥埃德文（Edvin）一起经营到1936年。他有過兩段婚姻，第一次是1885年，与威尔士的凯瑟琳·威廉姆斯（Kathryn Williams）結婚。兩人在1890年離婚；第二次則是與安娜·伊丽丝·尼古拉森（Anna Elise Nicolaisen，1865-1935 年）結婚。

## 外部連結
- Axel Paulsen位於SpeedSkatingNews.info